# Peaches N Cream
«Peaches N Cream» — первый сингл американского исполнителя Снуп Догга при участии Чарли Уилсона и Фаррелла Уильямса (последний не указан в титрах в качестве исполнителя сингла). Сингл был выпущен 10 марта 2015 года.
Это первый сингл из «Bush», тринадцатого альбома Снуп Догга. Он был выпущен через лейблы «I Am Other» и «Columbia Records». Продюсер песни — Фаррелл Уильямс, который также принял участии в исполнении песни, наряду с Корнеллом Хэйнсом, младшим, Гарри Шидером, Джорджом Клинтоном, Робертом Джениадом, младшим и Уолтером Моррисоном.
В песне были использованы музыкальные фрагменты из песни «It Takes Two» исполнителей Роба База и Диджея Из-Ед Рока, из их альбома «It Takes Two», музыкальные фрагменты из песни «One Nation Under a Groove» альбома «One Nation Under a Groove» группы Функаделик, а также музыкальные фрагменты из песни «I Need Your Lovin» альбома «Irons in the Fire» исполнительницы Тины Мари.

## Музыкальное видео
9 марта 2015 года видеоклип был загружен в аккаунт Снупа на YouTube и VEVO. Официальная версия клипа вышла 18 марта 2015 года. Режиссёры клипа — Ирамис Израиль и Ханна Лакс Дэвис. Продолжительность видео — 4 минуты 20 секунд, стиль футуристический. Имеется упоминание каннабиса.

## Коммерческий успех
28 марта 2015 года сингл «Peaches N Cream» поднялся на первое место в рейтинге «Twitter Top Tracks» от «Billboard» и поднялся до номера 16 в чарте «Bubbling Under Hot 100 Singles», оба — в США. Песня также достигла номера 3 в бельгийском чате «Ultratop».

## Концертные выступления
Первое исполнение песни произошло в Лос-Анджелесе 5 февраля 2015 года, на пре-пати премии «Грэмми». Кендрик Ламар, Ворен Джи, Too $hort, Чака Хан и Мигель также были на этом мероприятии.
Позднее Снуп Догг исполнил эту песню во время посещения программы на телеканале Фокс, а также вместе с Чарли Уилсон 29 марта 2015 года во время «iHeartRadio Music Awards».

## Список композиций
- Цифровая дистрибуция[10]

1. Peaches N Cream (при участии Чарли Уилсона) — 4:44

## Чарты

### Еженедельные чарты
| Чарты (2015)                              | Пик позиция |
| ----------------------------------------- | ----------- |
| Australia (ARIA)                          | 93          |
| Australia Urban (ARIA)                    | 16          |
| Бельгия/Фландрия (Ultratop 50)            | 14          |
| Бельгия/Фландрия (Ultratop Urban)         | 18          |
| Бельгия/Валлония (Ultratop 50)            | 3           |
| Франция (SNEP)                            | 57          |
| Япония (Billboard Japan Hot 100)          | 28          |
| Mexico Ingles Airplay (Billboard)         | 43          |
| Netherlands (Dutch Single Tip)            | 13          |
| Шотландия (OCC Scotland)                  | 34          |
| Великобритания (OCC UK Singles)           | 58          |
| Великобритания (OCC UK Hip Hop/R&B)       | 12          |
| Великобритания (OCC UK Singles Downloads) | 31          |
| США (Billboard Bubbling Under Hot 100)    | 16          |
| США (Billboard Adult R&B Songs)           | 30          |
| США (Billboard Hot R&B/Hip-Hop Songs)     | 41          |
| US Rap Airplay (Billboard)                | 19          |
| США (Billboard Rhythmic)                  | 19          |

## История выпуска
| Страна | Дата                | Формат               |
| ------ | ------------------- | -------------------- |
| США    | 10 марта, 2015 года | Цифровая дистрибуция |